# Жаглин, Алексей Николаевич
Алексе́й Никола́евич Жа́глин (род. 25 июня 1977 года, Тольятти, Куйбышевская область, РСФСР, СССР) — российский  хоккеист, тренер.

## Биография
Воспитанник тольяттинской хоккейной школы, с 1994 года вошёл в состав клуба «Лада-2» (игравшего в Открытом чемпионате России, с 1996 года — в состав «Лады» (Межнациональная хоккейная лига), в сезоне 1996/1997 также арендовался другим клубом МХЛ — нижнекамским «Нефтехимиком». В 1997—2000 годы представлял ещё один клуб МХЛ (позже — Суперлиги) — самарский ЦСК ВВС.
После 2000 года играл в ряде клубов высшей лиги и ВХЛ — лениногорском «Нефтянике» (1999—2001 и 2004/2005), заволжском «Моторе» (2001/2002), нижегородском «Торпедо» (2002/2003), кирово-чепецкой «Олимпии» (2002—2004), пензенском «Дизеле» (2004—2011), вновь ЦСК ВВС (2011—2013) и «Ладе» (2011/2012).
В 2014 году вошёл в тренерский штаб пензенского «Дизелиста», с 2015 года тренируют юношеские команды Тольятти. Некоторое время возглавлял тренерский штаб сборной Самарской области. С 2019 года тренер юношеской команды «ХК Мордовия» 2007 г. р. Старший тренер ДЮСШ «ХК Мордовия».